# Francisca Romana
Francisca Romana, Obl.S.B. Oliv., (del italiano: Francesca Romana) (Roma, 1384-Roma, 9 de marzo de 1440) fue una oblata benedictina romana.

## Vida

### Biografía
Nació en Roma, hija de padres nobles y ricos, Paolo Bussa y Iacobella dei Roffredeschi, en el barrio romano Parione, que era nuevo y de moda. Se bautizó en la vecina Basílica de Sant'Agnese in Agone (Agonía de Santa Inés), ubicada en la famosa Piazza Navona. A los doce años de edad decidió ser monja, pero sus padres la casaron con Lorenzo Ponziano (o de Ponziani), comandante de las tropas papales en Roma.
Fue un matrimonio bastante feliz. Lorenzo admiraba a su esposa y a su hermana Vannozza, quienes rezaban y visitaban a los pobres y enfermos, inspirando a otras mujeres a hacer lo mismo. También, debido a su puesto militar, no estaba en casa mucho. Francisca se hizo famosa con el apodo de la Cecoiella (cegatona). Después de algunos años casados, con el acuerdo de su esposo, y ya siendo madre de tres hijos varones, Francisca empezó a vivir en castidad.
Francisca y Lorenzo perdieron a dos de sus hijos por la plaga de la peste negra. Este sufrimiento los sensibilizó a las necesidades de los pobres. En esa época, Roma se hallaba en un estado deplorable hasta el punto de que se veían lobos andando por las calles. Lorenzo servía al Papa romano en sus guerras contra los varios pretendientes al papado en el Cisma de Occidente. Durante una ausencia debida a su exilio en el Estado Ponziano, muchas de las propiedades de Lorenzo fueron arruinadas. Fue herido gravemente por las fuerzas napolitanas mientras ocupaban Roma a principios del siglo XV, y Francisca lo cuidó hasta su muerte en el año 1436, después de cuarenta años de matrimonio.

### Taumaturga
Según una leyenda, el comandante de las tropas napolitanas exigió a su último hijo, Battista, como rehén. Obedeciendo esta orden por mandato de su director espiritual, Francisca llevó al chico al Campidoglio. En el camino, se detuvo en la Basílica de Santa María en Aracoeli (Santa María en el Altar Celestial) que estaba a un lado, y confió la vida de su hijo amado a la Santísima Virgen. Cuando llegaron al lugar convenido, los soldados trataron de montar al muchacho en un caballo para llevarlo como cautivo; sin embargo, el caballo se negó a moverse, a pesar de muchas palizas. Los soldados juzgaron que era un acto de Dios y devolvieron el muchacho a su madre.

### Fundadora
El 15 de agosto de 1425, día de la Asunción, Francisca, junto con nueve compañeras, hizo su oblación a la abadía de Santa Maria Nuova, con lo que se convirtió en miembro de la cofradía de oblatas benedictinas bajo la dirección de los monjes olivetanos, pero ni con clausura ni con votos, para poder seguir el modelo de una vida que combinaba la contemplación con el servicio a los necesitados de la ciudad.
En marzo de 1433 fundó el monasterio de Tor de'Specchi para las oblatas, quienes querían seguir una vida en común. La comunidad recibió la aprobación del papa Eugenio IV el 4 de julio del mismo año, siendo una congregación religiosa de oblatas con votos privados, con obediencia a los monjes olivetanos. Todavía es la única comunidad de la congregación.
Con la muerte de su esposo, Francisca se mudó al monasterio y se hizo Hermana Presidente de la comunidad. Durante estos años, creció su vida de contemplación. Tuvo la gracia de los milagros, el éxtasis y la visión de su ángel de la guarda. Se destacaba por su humildad, obediencia y paciencia.
Francisca murió el 9 de marzo de 1440 y el papa Paulo V la canonizó el 9 de mayo de 1608.

## Veneración
La santa Francisca es venerada entre los benedictinos como patrona de todos los oblatos de la orden. 
En 1925 el papa Pío XI la declara santa patrona de los automovilistas, a causa de una leyenda según la cual un ángel solía alumbrarle el camino con una linterna mientras viajaba, manteniéndola a salvo de infortunios.
Venerada a los 400 años de su canonización (jubileo del 2008-2009) por el papa Benedicto XVI, este la exaltó denominándola la más romana de las santas.
Es venerada cada 9 de marzo, en la iglesia de San Pedro Perulapán, ciudad de El Salvador, América Central donde se celebra una novena en su honor.